# 荷車

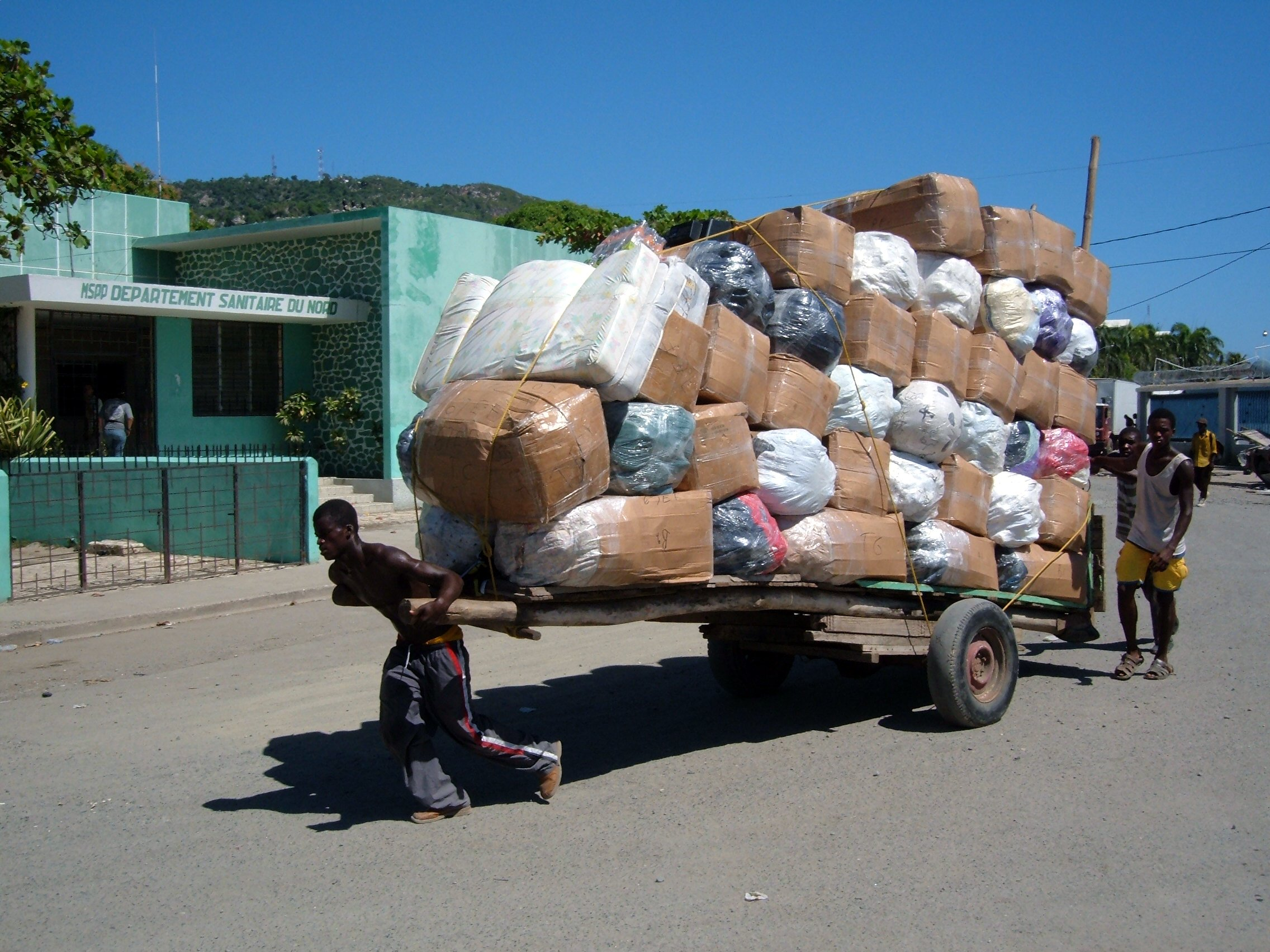
ハイチの荷車

荷車（にぐるま）とは、荷物を運ぶために使われる、車輪の付いた輸送用の道具。車輪が2つのものが多く、人力でひくか使役動物にひかせることが多い。荷物が重い場合は、ひくと同時に後ろから人間が押す。小型の手押し車は1輪の場合もあるし、大型のものは4輪のものもある。
荷車をひかせる動物としては、ウマ、ポニー、ウシ、スイギュウ、ロバなどがよく使われるが、ヤギや大型犬などの小さめの動物を使うこともある。
荷車を作る職人は車大工と呼ぶ。英語の「カートライト (Cartwright)」という姓はこれに由来する。また、荷車で様々な物品を運ぶ職業から「カーター (Carter)」という姓が生まれた。

## 歴史

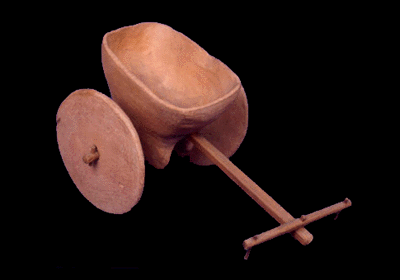
インダス文明時代の手押し車土器

紀元前3000年頃のインダス文明の都市遺跡から荷車の土器が発掘されていることから、荷車はインド発祥と推定されている。文献では、紀元前1500年頃のインドの聖典リグ・ヴェーダに、男と女は荷車の2つの車輪のようなものだという記述がある。人力の荷車は世界中で使われてきた。例えば19世紀のモルモン開拓者はアメリカ合衆国の平原を人力の荷車をひいて移動した。
古来、刑罰として罪人を荷車に乗せ、市中を引き回してさらし者にするということが行われてきた。例えば、古代ローマでは戦いに負けた側のリーダーは、勝者の凱旋式の際、荷車に載せられて一緒に市中を行進させられた。イングランドでは、エリザベス1世がさらし台を導入する以前は、荷車に罪人を縛りつけて公開で鞭打つという刑罰が行われていた。

## 種類

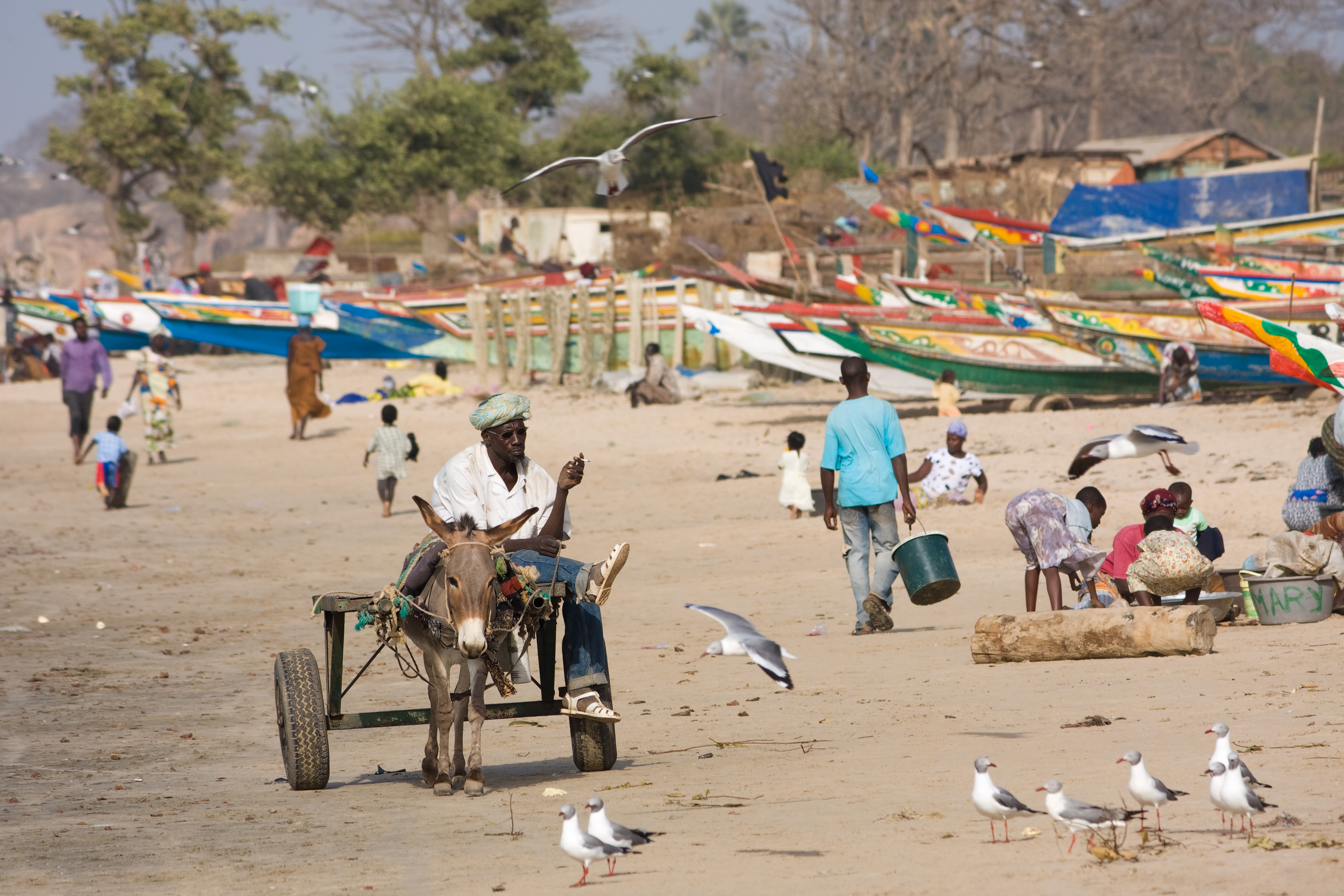
ロバにひかせた荷車（ガンビア）

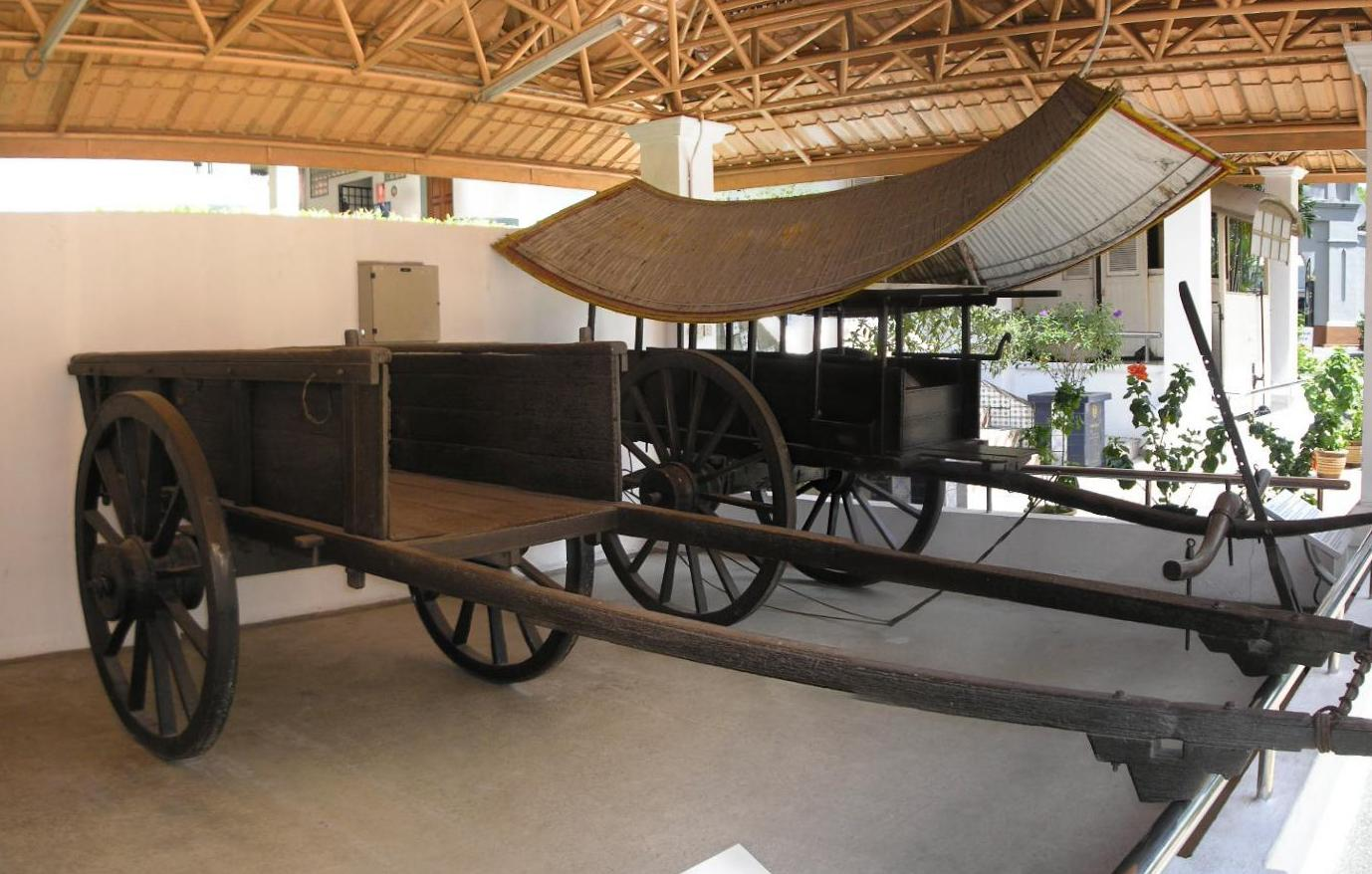
マレーシアの荷車（Muzium Negara）

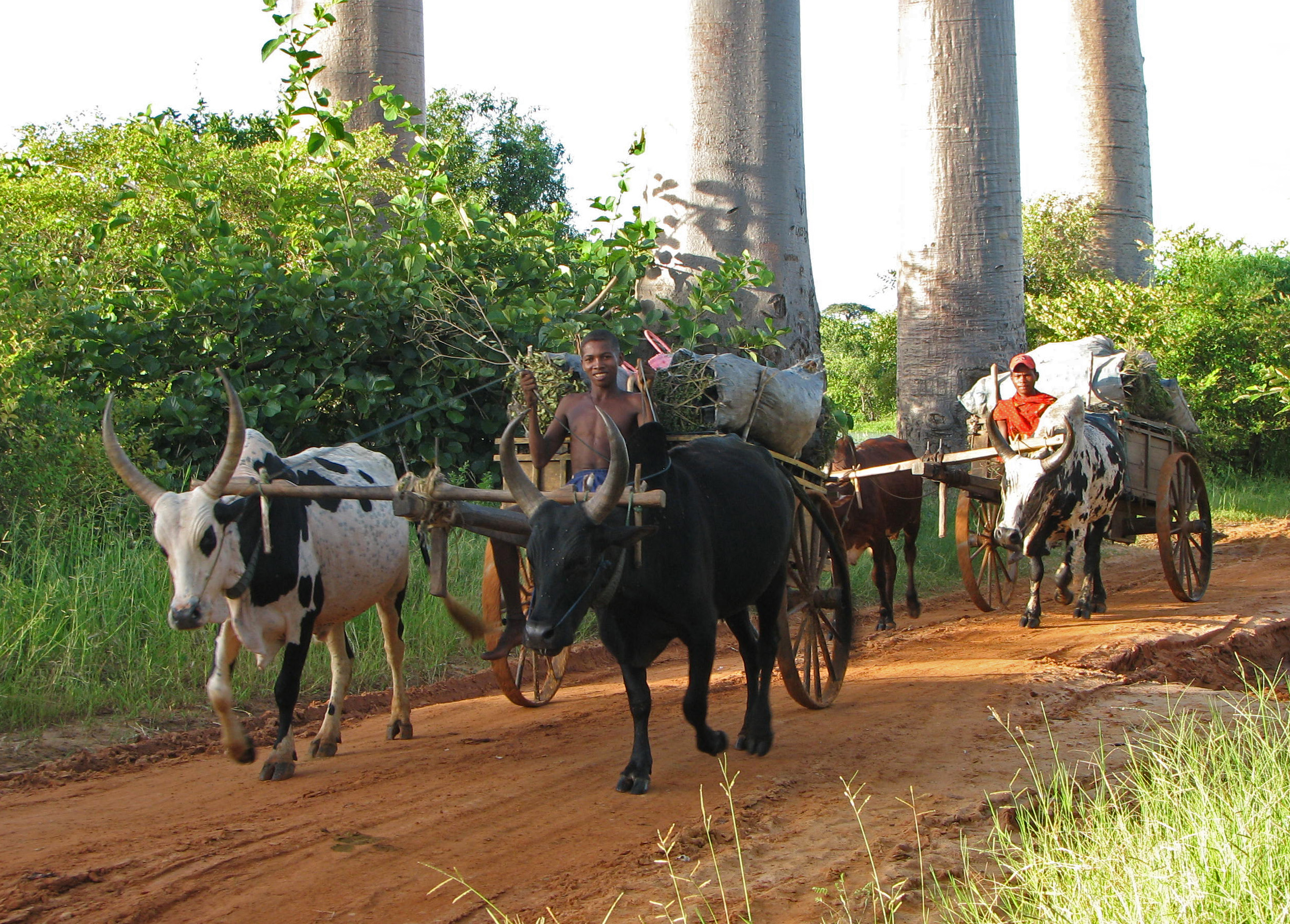
雄牛にひかせた荷車（マダガスカル）

大きめの荷車はウマ、ラバ、ウシなどの動物にひかせることがある。通常、そのような荷車は動物の名前を使い、「馬車」、「牛車」などと呼ばれるが、これらのうち主に人間を運ぶことを目的としたものは「荷車」とは呼ばない。
- 牛車
- 馬車
- 大八車
- リヤカー
- 手押し車
- 台車
- ショッピングカート

## ギャラリー

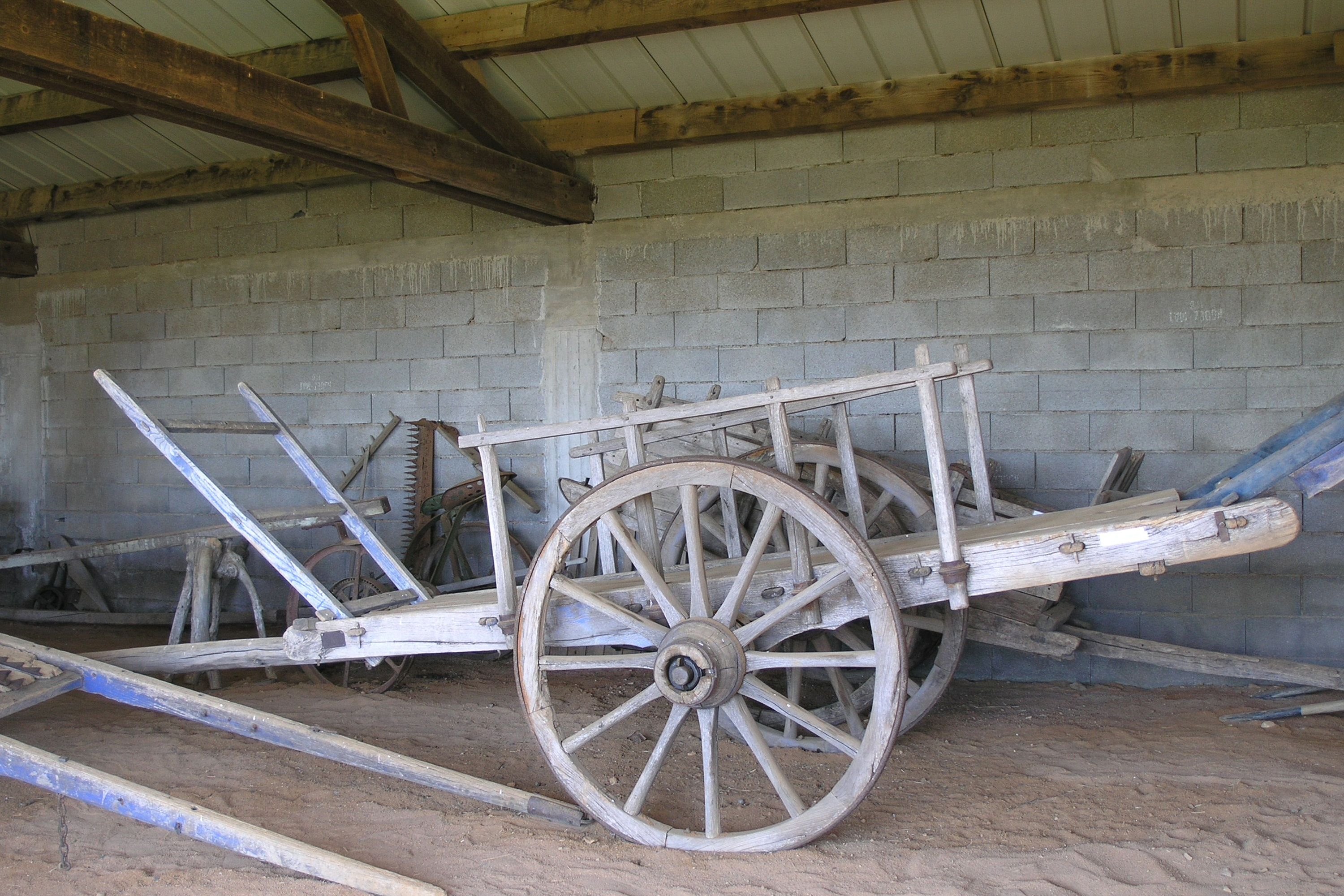
フランスの荷車 charrette
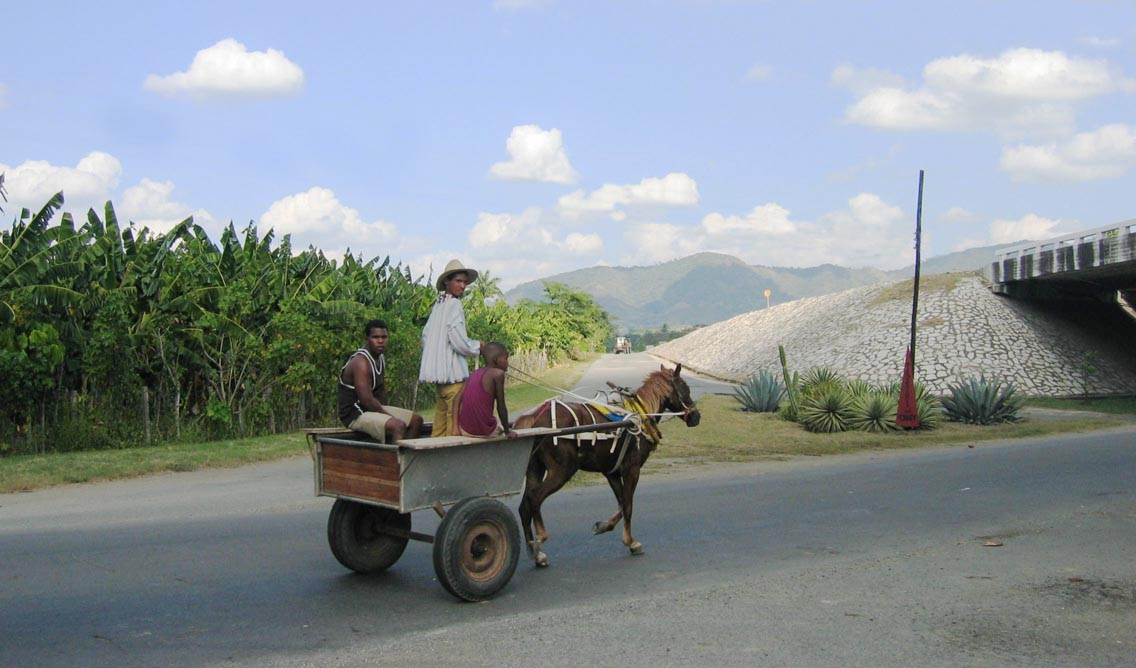
荷馬車（サンティアーゴ・デ・クーバ）
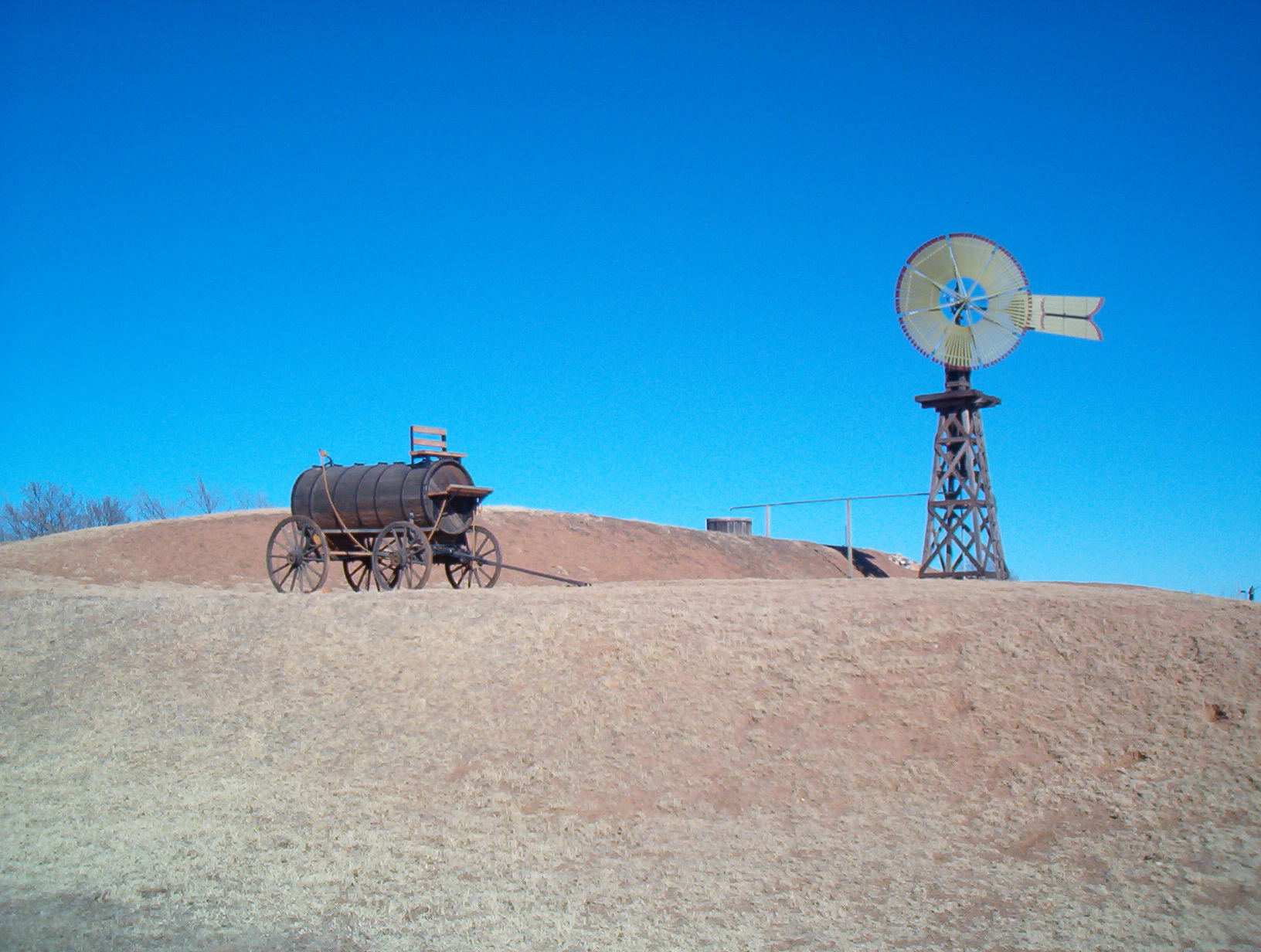
荷車と風車（アメリカ ラボック National Ranching Heritage Center ）
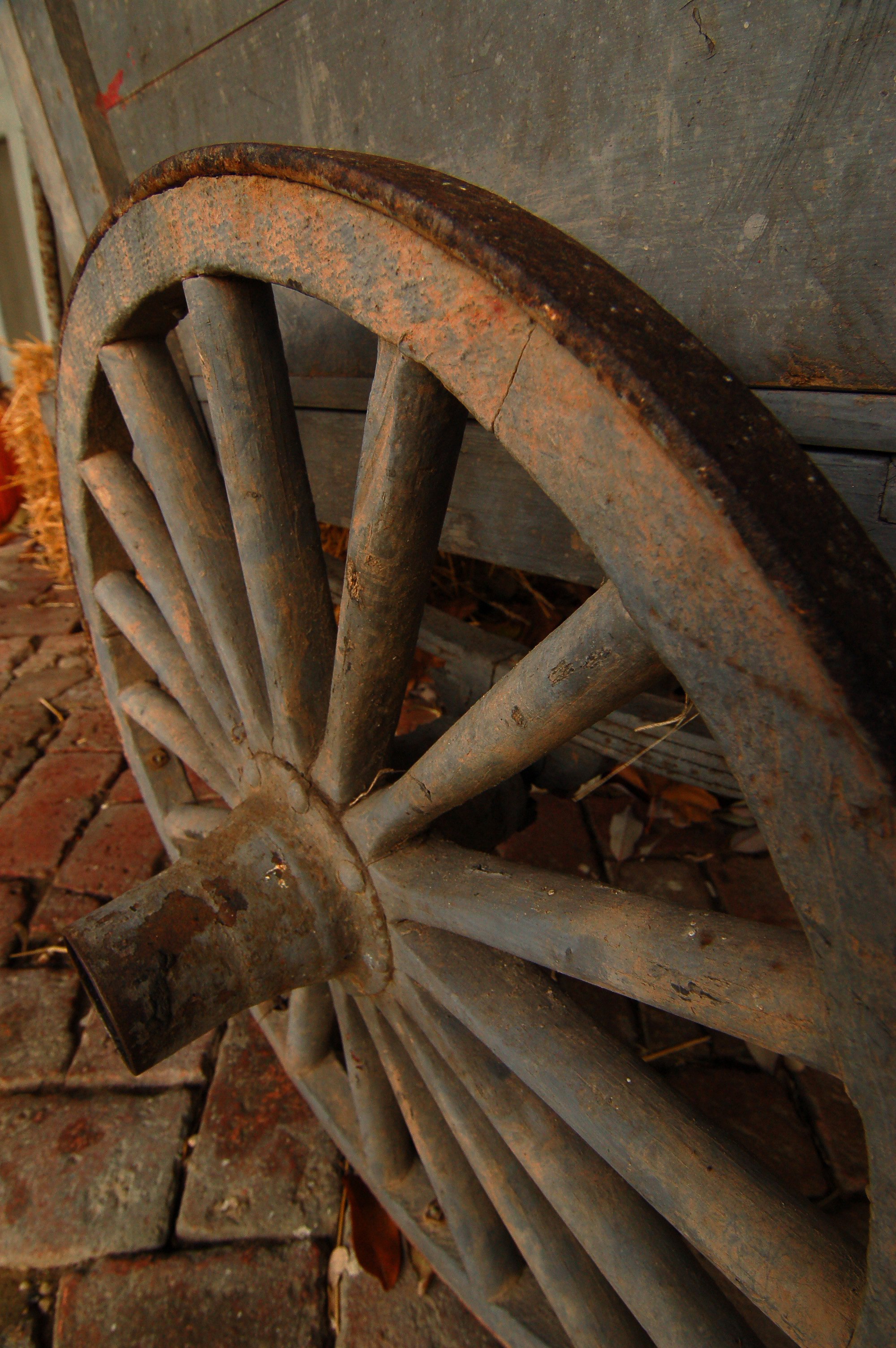
鉄板を巻いた木製の車輪
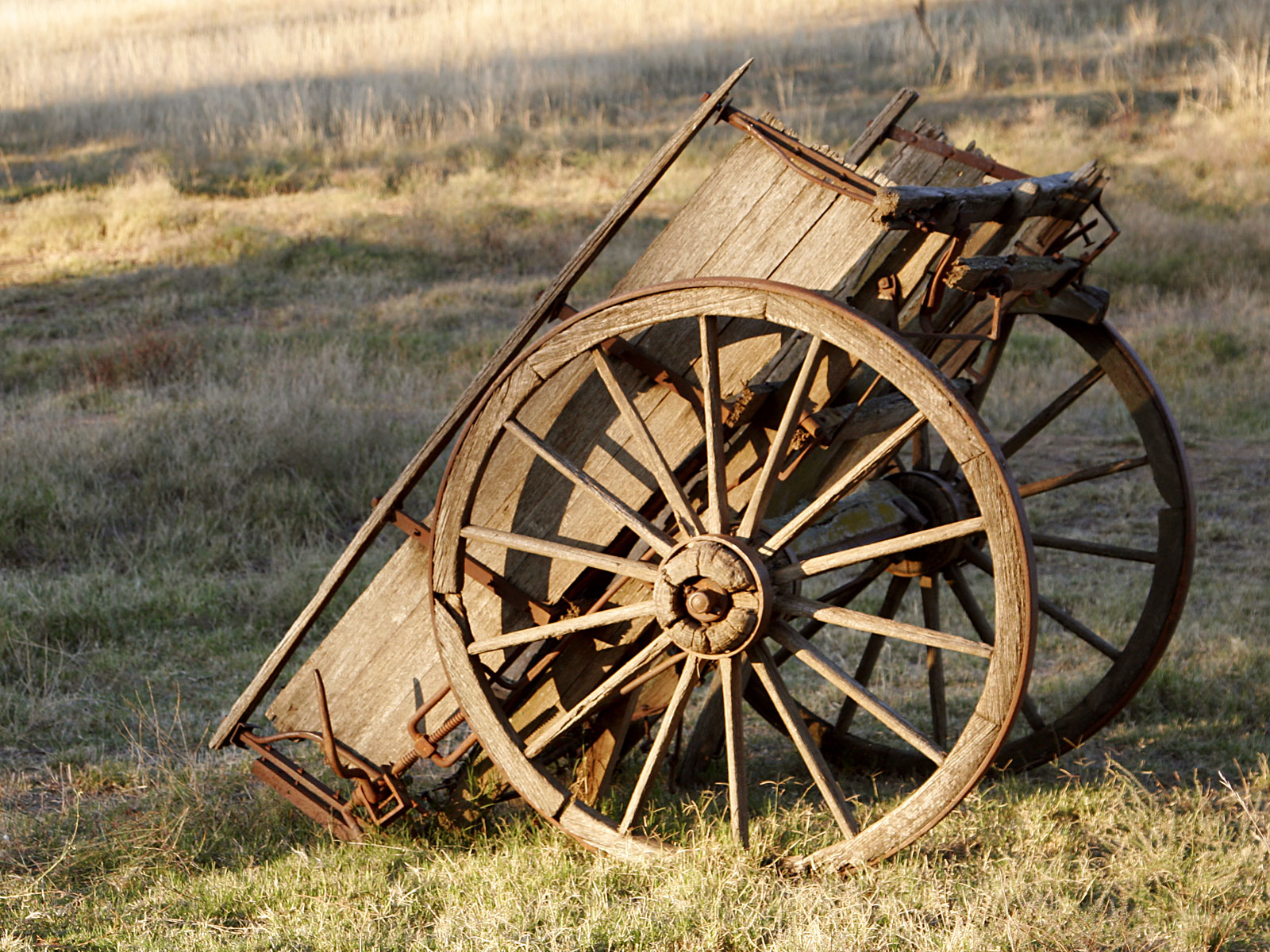
木製の荷車（オーストラリア）
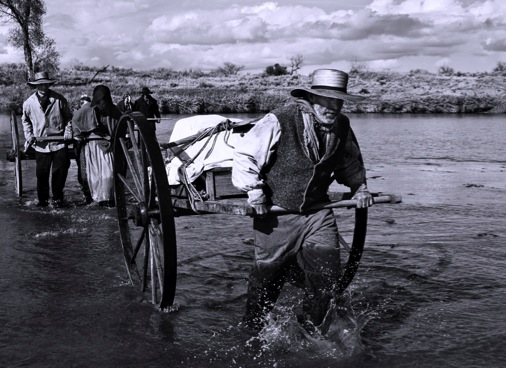
荷車をひいてプラット川を渡るモルモン開拓者（後世の再現）

## 法令
日本の道路交通法では、荷車や台車は、たとえ歩行者が通行させているものであっても、一部を除いて軽車両の扱いである。
ただし、「歩行補助車、小児用の車及びショッピング・カート」または「レール又は架線によらないで通行させる車であって、他の歩行者の通行を妨げるおそれのないものとして長さ 190cm以下かつ幅 60cm以下であって、車体の構造が、歩きながら用いるものとして通行させる者が乗車することができない車」は、軽車両ではなく歩行補助車等に該当し、歩行者の扱いとなる。
そのため、歩行者扱いになる荷車や台車には、「歩行補助車、小児用の車及びショッピング・カート」に該当するもの（シルバーカー、一般的な構造の乳母車、ベビーカー、大型乳母車（お散歩カー）、避難車、乳幼児用の手押し車、ショッピング・カート、キャリーカート、トロリーバッグ、トロリーケース）のほか、長さ190cm以下、幅60cm以下の比較的小型の荷車や台車などがある。
具体的なものとしては、次のものが想定される。
- 長さ190cm以下、幅60cm以下の比較的小型の台車
- 長さ190cm以下、幅60cm以下の比較的小型の手押し車（一輪または多輪の猫車も、小型であれば該当しうる）
- 長さ190cm以下、幅60cm以下の小型のリヤカー

ただし、これらの条件に該当するものであっても、歩行者が通行させているものに限られる。他の車両に牽引されているものは、当該他の車両の一部として扱われ、歩行補助車等には該当せず、歩行者扱いには原則としてならない。

### 動力あり
上記に列挙したものであっても、電動機や内燃機関付きのものは、原則として原動機付自転車または自動車扱いとなる。詳細は、当該原則および例外も含めて「原動機付自転車#電動の小型車両等に対する規制」を参照。
ただし、一定の基準を満たす電動台車等は、歩行補助車または軽車両扱いとなる（「軽車両#原動機を用いる軽車両」参照）。